# Biotodoma
Biotodoma és un gènere de peixos pertanyent a la família dels cíclids que es troba a Sud-amèrica.

## Taxonomia
- Biotodoma cupido (Heckel, 1840)[3]
- Biotodoma wavrini (Gosse, 1963)[4][5][6][7][8][9][10]